# Белфор ди Керси
Белфор ди Керси (фр. Belfort-du-Quercy) насеље је и општина у јужној Француској у региону Миди Пирене, у департману Лот која припада префектури Каор.
По подацима из 2011. године у општини је живело 515 становника, а густина насељености је износила 14,23 становника/km². Општина се простире на површини од 36,19 km². Налази се на средњој надморској висини од 239 метара (максималној 307 m, а минималној 153 m).

## Демографија
| 1962. | 1968. | 1975. | 1982. | 1990. | 1999. | 2011. |
| ----- | ----- | ----- | ----- | ----- | ----- | ----- |
| 497   | 519   | 483   | 441   | 458   | 464   | 515   |

График промене броја становника у току последњих година